# Grosseto
Grosseto ist eine Stadt in der italienischen Region Toskana mit 81.412 Einwohnern (Stand 31. Dezember 2024). Sie ist Hauptstadt der Provinz Grosseto und das Zentrum des Maremmagebietes.

## Geografie

Lage der Stadt Grosseto in der Provinz Grosseto

Die Gemeinde erstreckt sich über rund 474 km². Sie liegt etwa 140 km südlich von Florenz in der Landschaft der Maremma in der klimatischen Einordnung italienischer Gemeinden in der Zone D, 1550 GG.
Die einst durchgängig sumpfige Ebene von Grosseto wird im Westen vom Tyrrhenischen Meer, im Norden von den in der Antike an Bodenschätzen reichen Colline Metallifere, im Osten vom Monte-Amiata-Massiv und im Süden vom Mündungsgebiet des Flusses Ombrone innerhalb des Parco Naturale della Maremma begrenzt. Im östlichen Gemeindegebiet fließt der Fluss Bruna.
Zu den Ortsteilen (frazioni) zählen Alberese (42 Höhenmeter, ca. 350 Einwohner), Batignano (150 m, ca. 600 Einwohner), Braccagni (19 m, ca. 900 Einwohner), Istia d’Ombrone (39 m, ca. 1.150 Einwohner), Marina di Grosseto (1 m, ca. 2.000 Einwohner), Montepescali (222 m, ca. 300 Einwohner), Principina a Mare (3 m, ca. 150 Einwohner), Principina Terra (auch La Principina genannt, 4 m, ca. 290 Einwohner), Rispescia (auch Santa Maria di Rispescia genannt, 15 m, ca. 650 Einwohner) und Roselle (25 m, ca. 1.400 Einwohner).
Zum Gemeindegebiet zählen auch die winzigen Eilande der Formiche di Grosseto im Tyrrhenischen Meer.
Die Nachbargemeinden sind Campagnatico, Castiglione della Pescaia, Gavorrano, Magliano in Toscana, Roccastrada und Scansano.

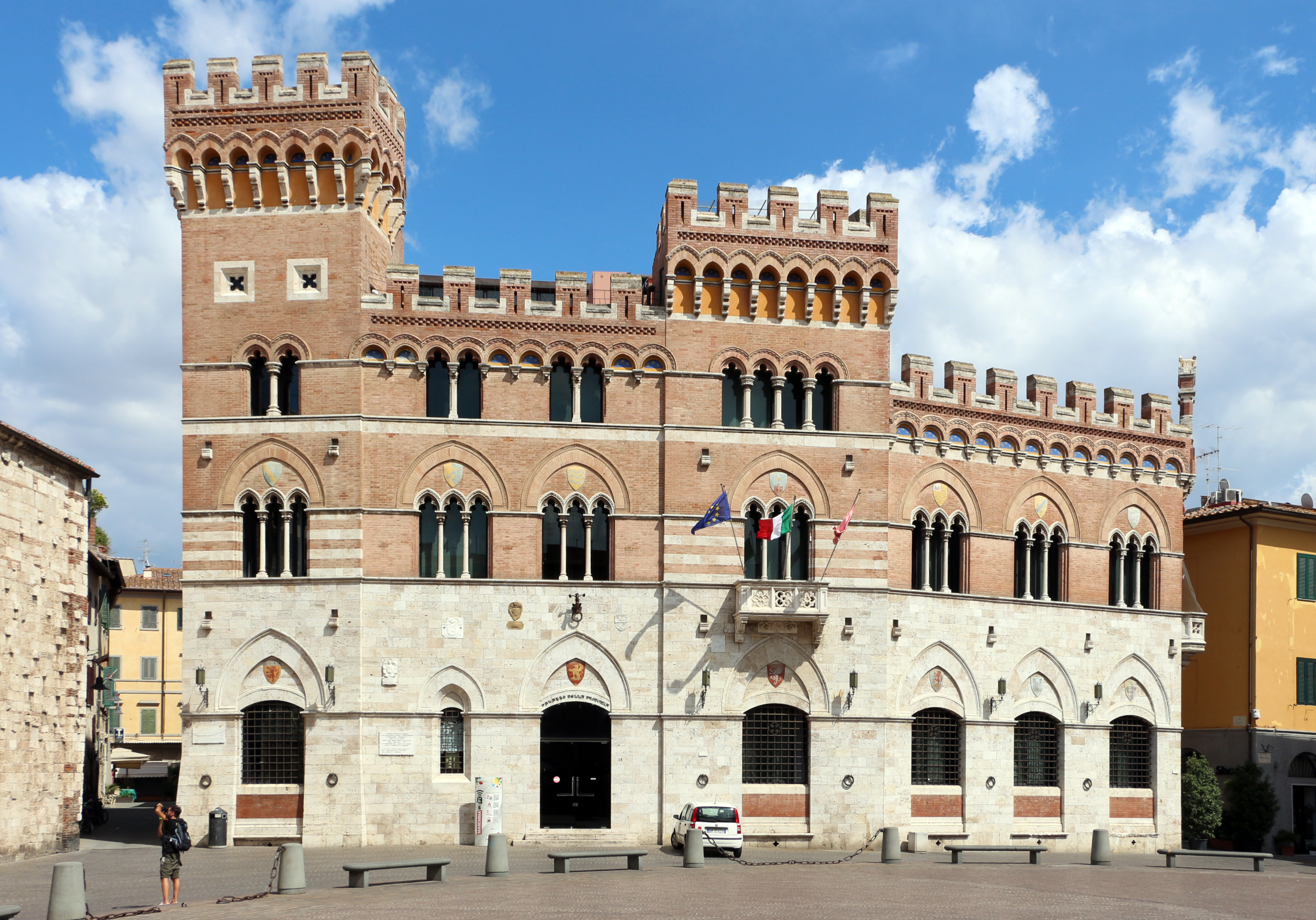
Palazzo Aldobrandeschi und Piazza Dante

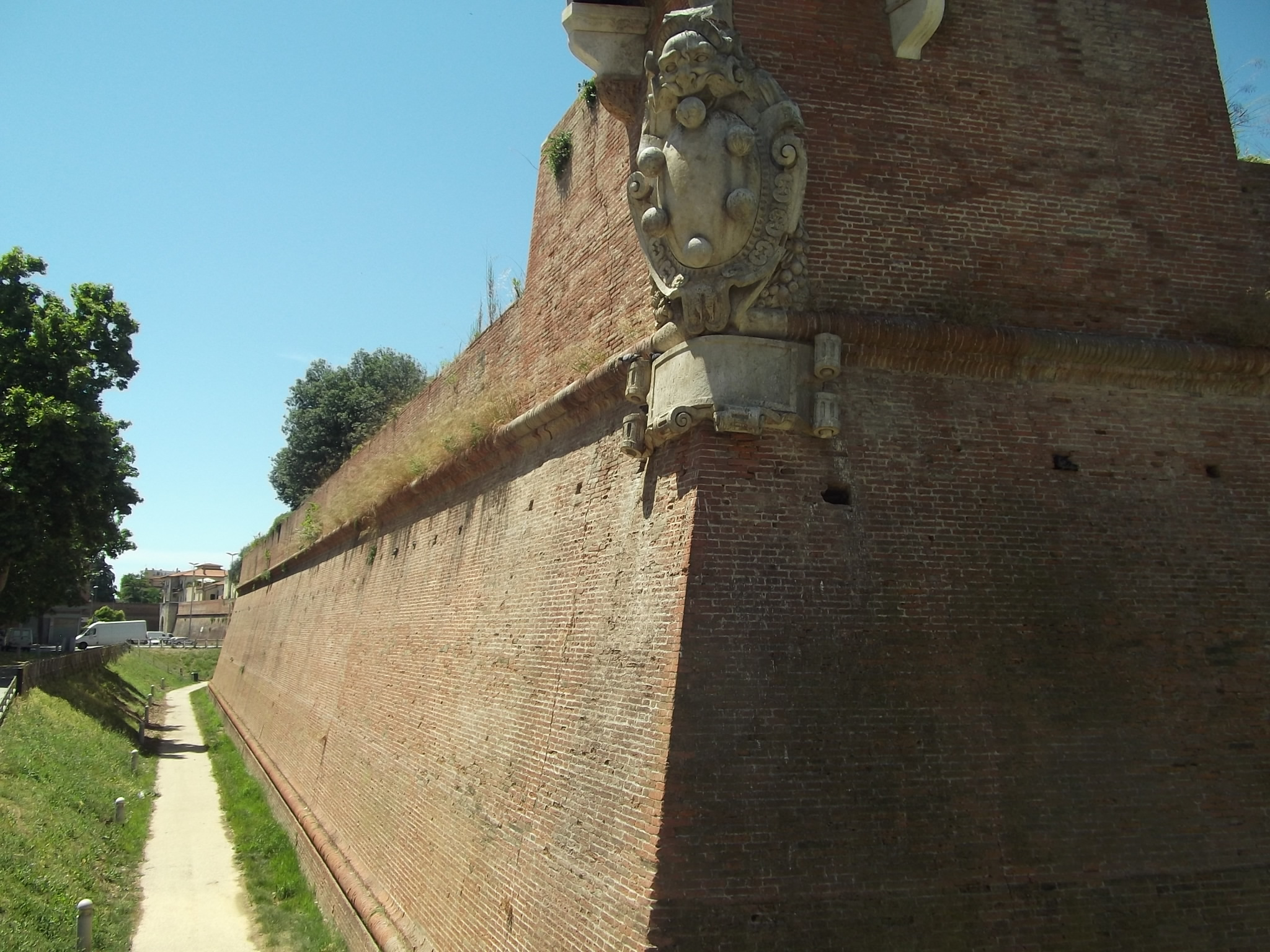
Medici-Stadtmauer

## Geschichte
Die Stadt datiert aus dem Mittelalter. Einzelne antike Steine, die hier gefunden wurden, genügen nicht als Beweis, dass die Etrusker, die in unmittelbarer Umgebung mit Vetulonia und Roselle zwei florierende Häfen des Zwölfstädtebundes unterhielten, hier gewesen wären; auch über eine Integration ins Römische Reich ist nichts bekannt.
Im August 803 wurden die kleine Kirche Chiesa di San Giorgio und ihre Ländereien von dem Feudalherren Lamberto di Ildebrando Aldobrandeschi in Besitz genommen, dessen Nachfolger bis ins 12. Jahrhundert in der Maremma herrschten (Scarlino). An der Via Aurelia lag ein kleines Kastell und eine Poststation.
Der Aufschwung kam 1138 mit der Verlegung des Bischofssitzes von dem durch die Sarazenen zerstörten Roselle nach Grosseto, auf Veranlassung von Papst Innozenz II. Unter diesem ist auch der Name Grossetum erstmals korrekt belegt, der in weniger zuverlässigen Quellen auch in anderen Varianten (Crassetum oder Rosetum) kursierte. Grossetum heißt die Stadt dann auch in den Bullen späterer Päpste.
Die Aldobrandeschi wurden zu Beginn des 13. Jahrhunderts durch die Forderungen der Bürger nach Gründung einer autonomen Stadtrepublik einerseits und durch den Anspruch Sienas auf Unterwerfung unter ihre Kontrolle andererseits von zwei Seiten bedrängt. Der Konflikt zwischen den Guelfen (Aldobrandeschi) und Ghibellinen (Siena im Verbund mit Kaiser Friedrich II., der 1224 Gast der Stadt war, kulturelle Akzente setzte und Streit zu schlichten suchte), hielt bis 1336 mit wechselnden Resultaten an, ehe Grosseto endgültig an Siena fiel.
Aufstände gegen die senesische Herrschaft gab es noch einmal in den Jahren 1430 und 1527, 1528 wehrten sie einen Korsaren-Angriff des Cheir ed-Din Barbarossa ab und vertrieben 1552 die spanischen Truppen Karls V., die Siena besetzt hatten, ehe es drei Jahre später die Medici beanspruchten.
Mit dem endgültigen Fall Sienas 1555 kam Grosseto folglich an Florenz, das 1569 ein kaiserliches Großherzogtum – Toskana – unter Cosimo I. geworden war. Die Medici-Fürsten zeigten wenig Interesse an dem Gebiet, in dem sich im Laufe der Jahrhunderte, bedingt durch die zunehmende Versumpfung der Maremma durch Vernachlässigung der antiken Entwässerungsanlagen, ein unzuträgliches Klima eingestellt hatte und die Malaria grassierte. 1745 hatte diese Krankheit solche Ausmaße angenommen, dass Grosseto lediglich noch 648 Einwohner zählte, obwohl es schon im Jahre 1224 mehr als 3000 Männer in Waffen gehabt hatte.
Die Situation änderte sich erst unter dem Habsburger Großherzog Leopold II. im 19. Jahrhundert, der ein Pilotprojekt zur Trockenlegung der Sümpfe, Anlage eines der Antike vergleichbaren Kanalsystems und Wiederaufforstung des Gebiets durch Pinienwälder (la bonifica) startete. Damit war die Stadt wieder bewohnbar, obwohl das Wasser immer wieder zurückkehrte und die Malaria nicht ausgerottet war. 1836 war die Bevölkerung wieder auf 2392 Einwohner angestiegen. Noch Jahrzehnte danach wurde der offizielle Sitz der Provinz im Sommer jeweils nach Scansano verlegt.
Im Zeitalter des Risorgimento votierte die Stadt für die Republik.
Die bonifica-Arbeiten wurden unter Benito Mussolini mit Häftlingen und im Ersten Weltkrieg landlos gewordenen Veteranen aus dem Veneto zwangsweise unter massiv angelegter Propaganda fortgesetzt.
In den 1950er Jahren machte DDT dem Malaria-Erreger endgültig den Garaus.
Seit 1945 ist die Stadt Grosseto um das Vierfache gewachsen.

## Wappen
Der Greif war als Emblem schon bei den Etruskern bekannt. Es kursiert daher die These, die Grossetaner hätten mit der Wahl dieses Fabelwesens eine antike Herkunft beschwören wollen, die in Wirklichkeit nicht vorhanden war. Andererseits kommt der Greif in zahlreichen Städtewappen ohne antike Vergangenheit vor. Durch das Schwert soll an den Kampf gegen die Ghibellinen, insbesondere die Vertreibung der Truppen Ludwigs des Bayern im Jahre 1328 erinnert werden.

## Sehenswürdigkeiten

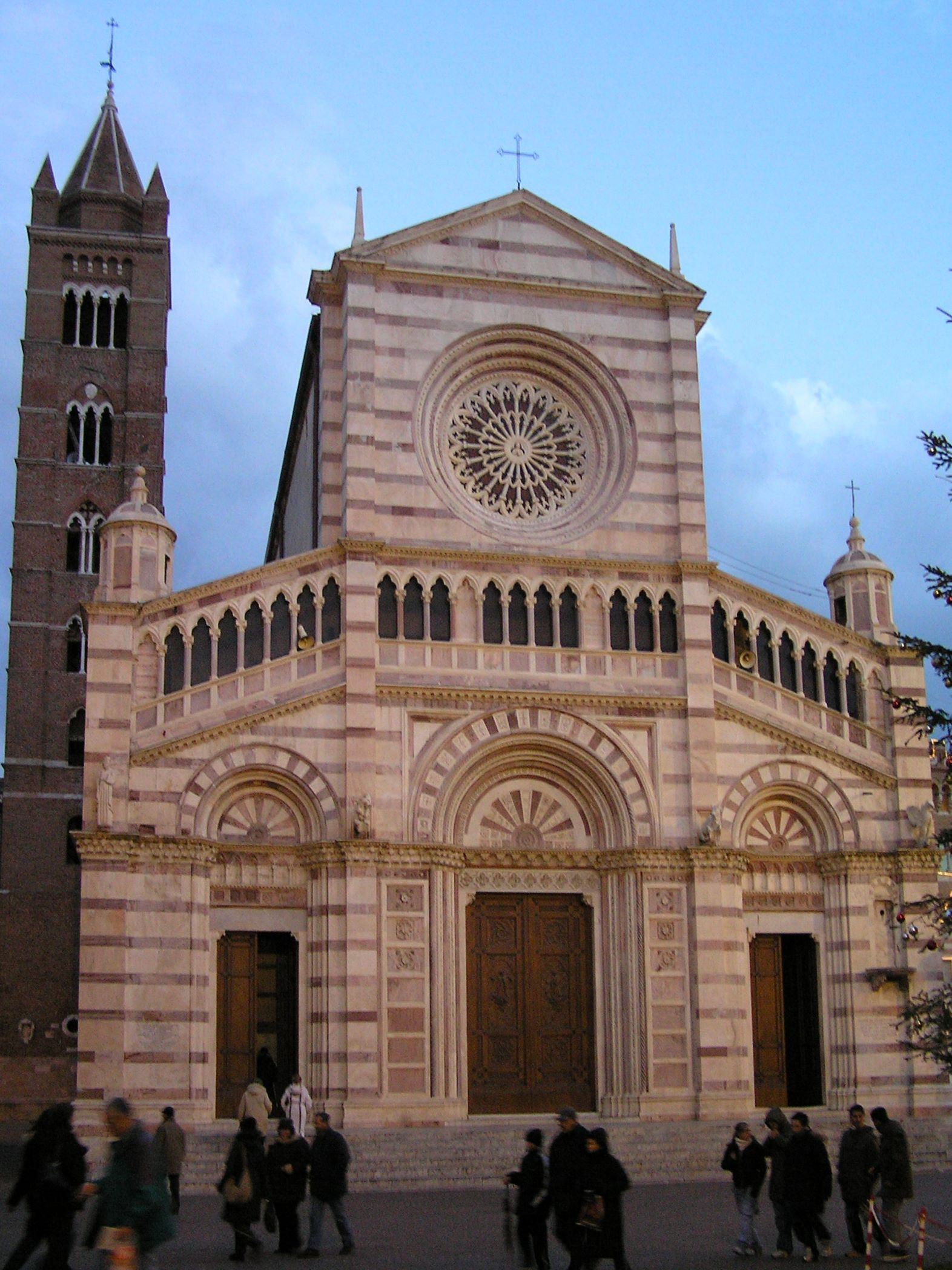
Dom San Lorenzo

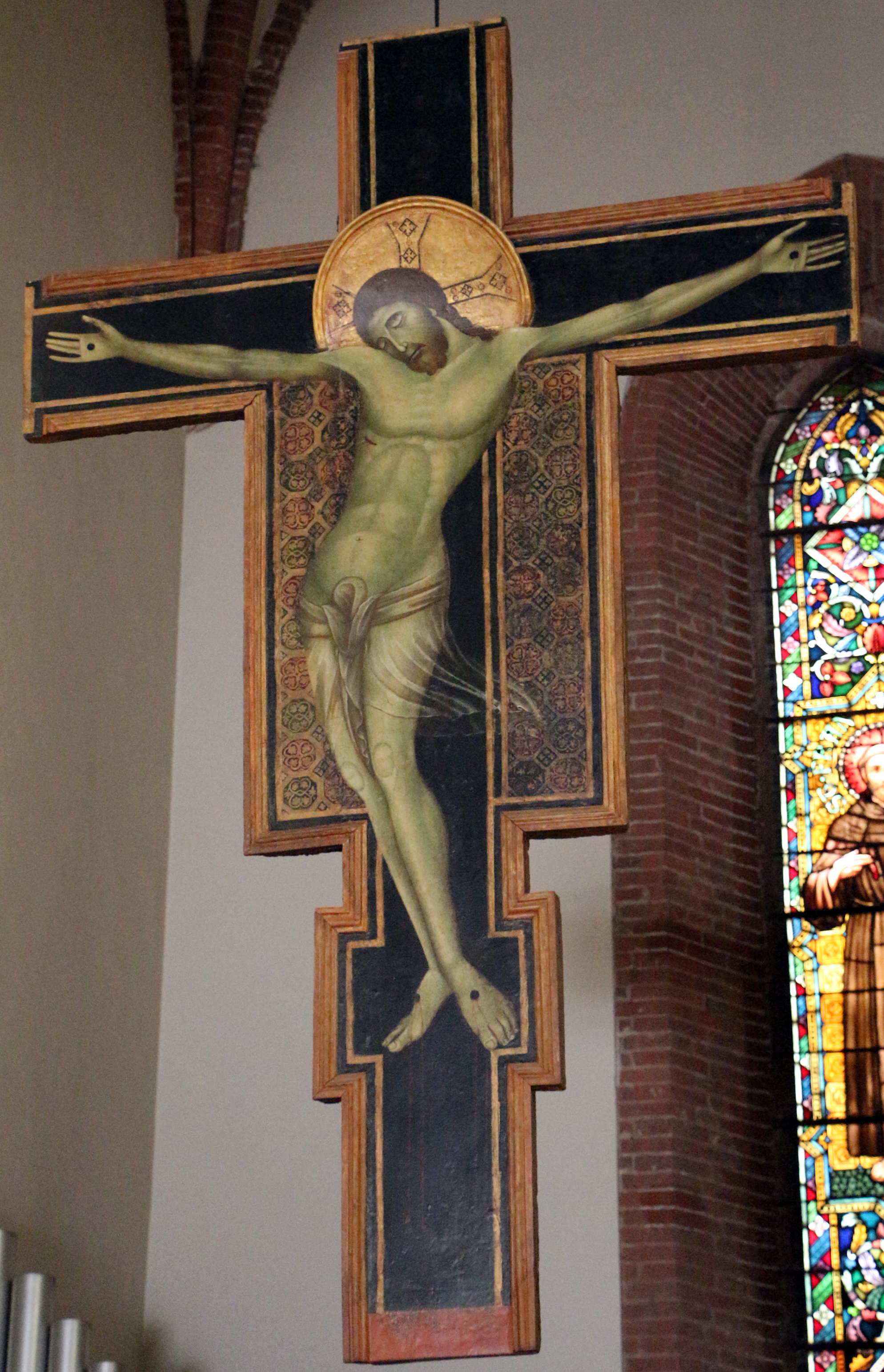
San Francesco: Kruzifix, mutmaßlich von Duccio di Buoninsegna

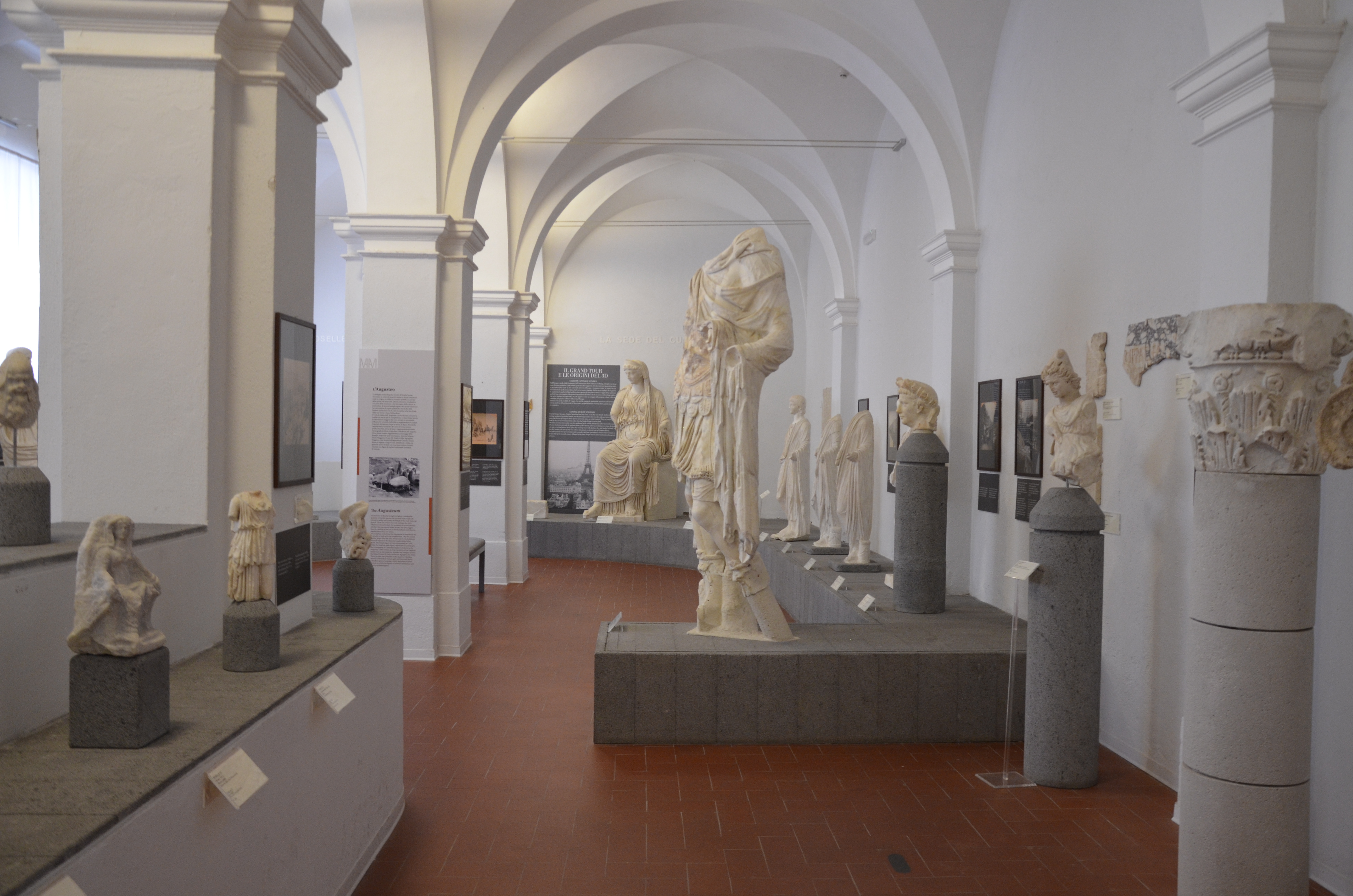
Museo Archeologico e d’Arte della Maremma

- Das historische Zentrum der Stadt ist von Befestigungen umgeben, die von den Medici-Großherzögen Franz I. (1574–1587) und Ferdinand I. (1587–1609) in Auftrag gegeben worden waren. Diese bilden eine hexagonale Umfassung mit vorspringenden Bastionen, die nur von zwei Toren durchbrochen wird. Der Mauerring ist begehbar und wird von Grünanlagen gesäumt.
- An der zentralen Piazza Dante, wo sich einst das Kastell der Aldobrandeschi befand, stehen heute der neogotische Palast der Provinzialregierung (1900) sowie der 1294 begonnene Dom San Lorenzo in charakteristischer italienischer Gotik (abwechselnd roter und hellbeiger Kalkstein) erbaut (1855 restauriert). Auf der Piazza ist Leopold II. wegen seines Rekultivierungs- und Entwässerungsprogramms der Maremma ein Denkmal gesetzt. Die Malaria ist als Schlange, die der Held zertritt, symbolisch dargestellt.
- Die Franziskaner-Kirche aus dem 13. Jahrhundert mit Kreuzgang birgt Freskenreste aus dem 14. Jahrhundert und ein Kruzifix, das Duccio di Buoninsegna zugeschrieben wird.
- Das Museo Archeologico e d’Arte della Maremma besitzt eine umfangreiche Kollektion an etruskischen Fundstücken und senesischer Kunst.
- Die Zitadelle wurde 1311 von den Senesen gebaut.

## Regelmäßige Veranstaltungen
- La merca: La merca ist im ruralen Umland eine noch bewahrte, jeweils im Mai ausgeführte Hirtenzeremonie zur Markierung der innerhalb des Jahrgangs in der Herde geborenen Kälber zum Zwecke der offiziellen Aufnahme in den Bestand.
- Der Gesang zum 1. Mai: geht auf bäuerliche Traditionen zurück, ehe er gegen Ende des 19. Jahrhunderts auch politisch-sozialkritische Implikationen erhielt. Die „Maisänger“ (maggiolatori) gehen noch heute in einigen Gegenden kostümiert mit der Ziehharmonika in der Nacht vom 30. April auf den 1. Mai von Haus zu Haus. Sie verteilen kleine Blumensträuße an die Kinder und erhalten im Gegenzug Eier, Käse, Wein und andere Lebensmittel.

## Sport
- Die lokale Fußballmannschaft heißt Unione Sportiva Grosseto Football Club 1912 und spielt in der viertklassigen Serie D. Einige in Italien überregional bekannte Spieler haben ihre Karriere in diesem Verein begonnen.
- Der Baseball-Verein BBC Grosseto war dreimaliger Landesmeister in Italien.
- Auch einige Persönlichkeiten des italienischen Boxsports stammen aus Grosseto.

## Wirtschaft und Verkehr
Die Wirtschaftsgrundlage bildet hauptsächlich der Dienstleistungssektor (Tourismus, insbesondere in den Ortsteilen an der Küste). Auch die Landwirtschaft spielt noch eine Rolle und hat ihre historischen Traditionen bewahrt (in der Ebene Getreide, Zitrusfrüchte, Obst und Gemüse, auf den Hügeln Wein- und Olivenanbau). Der Morellino di Scansano sowie die Lagen bei Pitigliano sind überregional bekannt.
Bei Grosseto liegt ein wichtiger Militärflugplatz, auf dem die italienische Luftwaffe ihre ersten Eurofighter Typhoon stationiert hat (4º Stormo). Der Flugplatz ist in eingeschränktem Maß auch für den zivilen Flugverkehr geöffnet, saisonal werden Regionalflüge angeboten.
In Grosseto treffen zwei wichtige, vierspurige Fernverkehrsstrecken zusammen. Zum einen die SS1 Variante Aurelia, die über die vier Anschlussstellen Grosseto nord, Grosseto-Roselle, Grosseto est und Grosseto sud erreicht werden kann. Zum anderen besteht an der Anschlussstelle Grosseto - Roselle eine Verbindung nach Siena bzw. Florenz, nämlich die Staatsstraße SS 223 di Paganico. Beide Strecken haben einen sehr hohen Stellenwert und sind deswegen auch Europastraßen, die SS1 ist Bestandteil der E80, die SS223 der E78.
Seit 1995 ist in Grosseto das traditionsreiche Kavallerieregiment Savoia Cavalleria stationiert.

## Städtepartnerschaften
- Birkirkara, Malta
- Cottbus, Deutschland
- Dimitrowgrad, Bulgarien
- Kashiwara, Japan
- Montreuil, Frankreich
- Narbonne, Frankreich
- Saintes-Maries-de-la-Mer, Frankreich

## Persönlichkeiten
- Andrea da Grosseto (* 13. Jahrhundert; † unbekannt), Übersetzer und Dichter
- Ezio De Vecchi (1826–1897), Offizier des Königlichen Heeres und Politiker im Königreich Italien
- Camillo Grossi (1876–1941), Offizier des Heeres im Königreich Italien
- Otmar Nussio (1902–1990), Schweizer Dirigent und Komponist
- Luciano Bianciardi (1922–1971), Schriftsteller und Übersetzer
- Luigi Pistilli (1929–1996), Schauspieler
- Elsa Martinelli (1935–2017), Schauspielerin
- Enrico Norelli (* 1952), Kirchenhistoriker
- Marco Branca (* 1965), Fußballspieler und -funktionär
- Maurizio Pimponi (* 1970), Beachvolleyballspieler
- Alessandra Sensini (* 1970), Windsurferin
- Fausto Rossini (* 1978), Fußballspieler
- Lucio Corsi (* 1993), Cantautore